# Мосарабский обряд

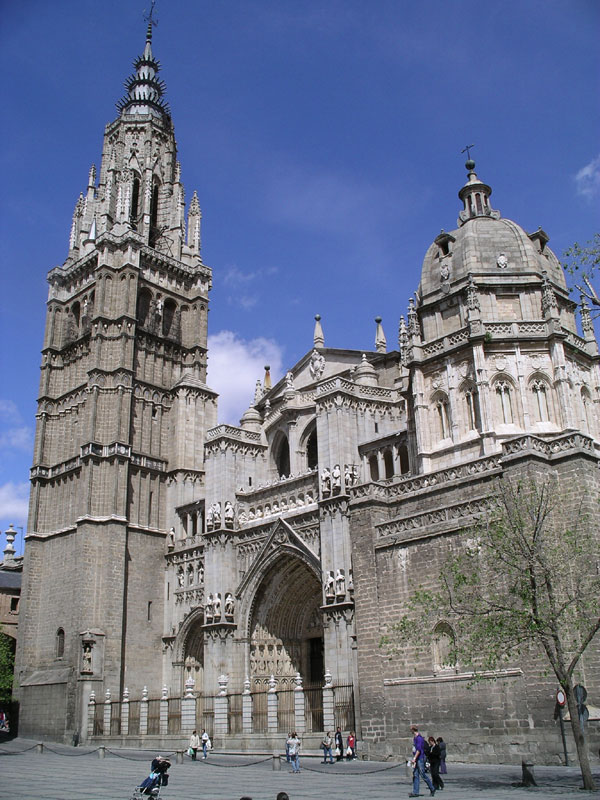
Кафедральный собор Толедо, центр современной практики мосарабского обряда. Капелла справа с восьмиугольным куполом специально устроена для служения по мосарабскому чину

Мосарабский обряд (лат. ritus Mosarabicus, исп. rito mozárabe, испанский обряд, лат. Liturgia Hispanica, исп. rito hispánico, вестготский обряд, лат. Liturgia Visigothica, исп. rito visigótico) — один из западных литургических обрядов, практикуется в некоторых городах Испании, главным образом в Толедо.
Название происходит от слова «моса́рабы» (исп. mozárabes), обозначавшего христиан, живших на территории мусульманских княжеств Испании, но, поскольку данный обряд восходит к древнему испанскому или вестготскому обряду, названия «испанский» или «вестготский» употребляются наряду с «мосарабский». Особый тип церковного пения, употребляющийся в мосарабском обряде, называется «мозарабским (мосарабским) пением».

## История

### Ранняя история
Мосарабский обряд весьма древен и в основных своих чертах сложился в вестготской Испании, ещё до арабского завоевания и появления собственно «мосарабов». Долгое время считалось, что особый богослужебный обряд был привнесён в Испанию завоевателями — вестготами, поэтому мосарабскую литургию католические литургисты Нового времени часто называли «готской». Предполагалось, что коренные жители Испании (католики) использовали до V века римскую мессу и лишь под давлением вестготов-ариан приняли новый обряд. Аргументом в пользу этой теории были многочисленные «восточные» черты мосарабской литургии, не свойственные западным литургическим обрядам; эти черты и могли быть принесены в Испанию вестготами. Слабым местом этой теории являлись непримиримые богословские противоречия католиков и ариан в Испании, что сводило к нулю возможность заимствования католиками литургии у завоевателей-еретиков.
В настоящее время ранее изложенная версия отвергнута, и считается установленным, что мосарабский обряд уже существовал в Испании до вестготского завоевания
. «Восточные» черты мосарабской литургии действительно могли проникнуть в неё в вестготский период, но являются они следствием непрерывных контактов католических испанских епископов, полемизировавших с арианами и контактировавших с Византией. В числе этих епископов можно назвать Мартина Брагского, до избрания на кафедру жившего на Востоке более 20 лет и переведшего на латынь восточные соборные правила; Иоанна, епископа Герундского (Жирондского), гота по происхождению, но проведшего в Константинополе 17 лет и вернувшегося оттуда убеждённым противником ариан; Леандра Севильского, друга римского папы Григория Великого и константинопольского патриарха Иоанна Постника. Об этих троих епископах известно, что они полемизировали с арианами — вестготами и пострадали за веру от вестготских королей, а также вносили изменения и исправления в испанскую литургию.

### Деятельность Исидора Севильского

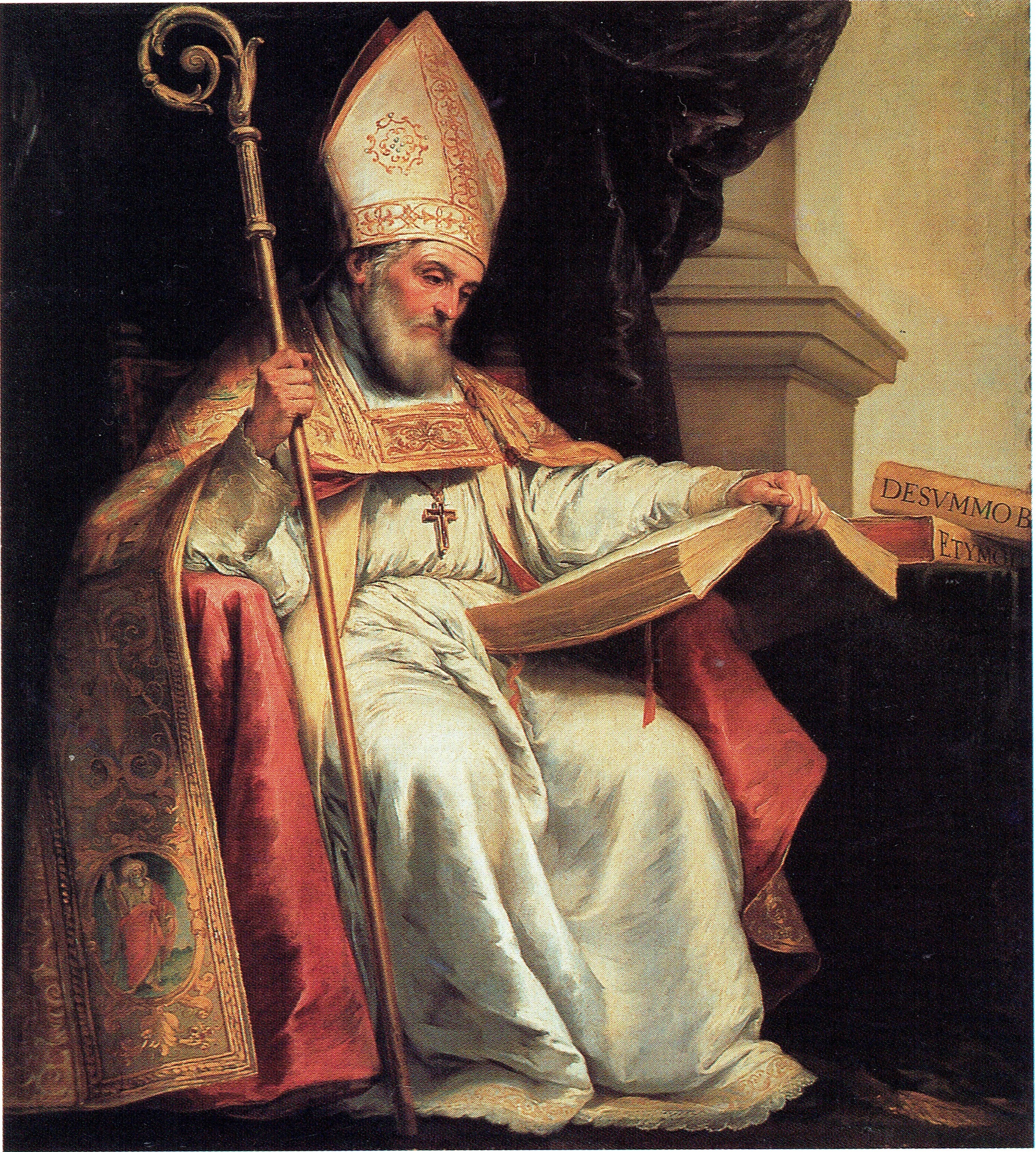
Исидор Севильский (картина Б. Э. Мурильо, 1655 г.)

Наибольшее значение для формирования единообразного мосарабского обряда имели труды Исидора Севильского, так что этот обряд часто называют исидорианским. В своей книге De ecclesiasticis officiis («О церковных службах») Исидор подробно изложил и объяснил современный ему чин литургии, а во введении к книге однозначно назвал подлинными составителями и вдохновителями литургии Священное Писание, предание апостолов и церковный обычай.
Четвёртый Толедский собор (633 год), прошедший под председательством Исидора, поручил епископу Севильи написать образцовые богослужебные книги для совершения единообразного богослужения по всему Вестготскому королевству. В последующие годы Исидор Севильский составил Миссал и Бревиарий, которые и являются важнейшими памятниками мосарабского обряда. Можно считать установленным, что Исидор не составлял новый чин литургии, но лишь провёл компиляцию существовавших ранее местных богослужебных обычаев и на их основе выработал единые для всего Вестготского королевства служебники.
Авторитет Исидора Севильского и его богослужебных книг был настолько высок, что последующие изменения мосарабского обряда (связанные с деятельностью епископов Евгения Младшего, Ильдефонса и Юлиана Толедских и Конанция Палентского) касались лишь написания литургических текстов для вновь введённых церковных праздников или вновь канонизированных святых.

### Мосарабский обряд после арабского завоевания; вытеснение римским обрядом

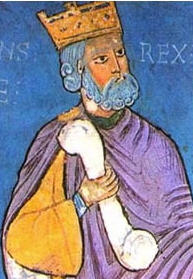
Альфонс VI, король Кастилии и Леона, заменивший в своих владениях мосарабский обряд римским

После вторжения арабов в Испанию в 711 году испанский обряд сохранялся в христианских общинах на завоёванных территориях, а также на севере страны, который не был покорён. В последующие века короли Кастилии, Леона и Наварры разрешили ряду монастырей принять правила святого Бенедикта, что автоматически приводило к принятию ими и римского обряда. Тем не менее, в постепенно расширявшейся в ходе Реконкисты Кастилии мосарабский обряд сохранялся вплоть до правления короля Альфонса VI.
Собор в Коянце (1050 год) дал разрешение капитулам епархиальных соборов и братиям монастырей переходить на римский обряд, но клирики и народ сопротивлялись реформе. 22 марта 1071 года, в монастыре Сан-Хуан-де-ла-Пенья в присутствии короля Санчо Рамиреса и папского легата Гуго Простодушного в последний раз в Арагоне была проведена служба по мосарабскому обряду. Этот же монарх, заняв наваррский престол в 1076 году, распространил римский обряд и на это королевство. В 1080 году Альфонс VI собрал в Бургосе собор духовенства Кастилии и Леона, на котором было принято решение о повсеместном переходе с мосарабского на римский обряд. О непопулярности реформы говорят два сохранившихся предания о «Божьем суде», противившемся реформе. По решению короля в 1077 году состоялся поединок двух рыцарей, защищавших соответственно римский и мосарабский обряды, и победил в сражении «мосарабский» идальго. В 1085 году затем мосарабский и римский миссалы по приказу Альфонса VI были брошены в огонь, и мосарабская книга не сгорела, но король, тем не менее, объявил о «победе» римского миссала.
В эпоху сарацинского господства в Испании появилось название «мосарабы», обозначавшее христиан, проживавших под мусульманским владычеством. В Толедо христианам было разрешено сохранить за собой шесть церквей (святых Марка, Луки, Себастьяна, Торквата, Евлалии и Юсты), которые и стали в дальнейшем центрами мосарабского обряда. В 1085 году Альфонс VI отнял Толедо у сарацин, во всех вновь построенных или освящённых городских церквях было введено богослужение по римскому обряду. В тех же шести храмах, принадлежавших мосарабам во время мусульманского владычества, Альфонс VI позволил сохранить историческую литургию. Такую же привилегию король даровал королевской базилике Сан-Исидоро в Леоне.
В ходе последующей Реконкисты короли Кастилии и Арагона принудительно вводили на освобождённых территориях римский обряд, так что по мере отступления мусульман на юг сужался ареал и мосарабского обряда. Единственным исключением из этого правила была Кордова: мосарабской общине этого города Фердинанд III Святой позволил в 1236 году сохранить историческое богослужение. Но в течение последующего полувека мосарабская община Кордовы покинула город, который в свою очередь был заселён выходцами из Кастилии, так что мосарабский обряд в Кордове также исчез.
Таким образом, к концу XIII века единственным местом, где сохранился мосарабский обряд, стал Толедо. Привилегии, дарованные Альфонсо VI, последовательно подтверждались королями Альфонсо VII (1118 год), Педро Жестоким (1350 год), Энрике II (1379 год) и Изабеллой и Фердинандом Католическими (1480 год). В сложившейся ситуации обряд был обречён на постепенное вымирание: богослужебные книги пришли в ветхость, их готский язык был непонятен большинству клириков, устная традиция мосарабского пения была утеряна.

### Возрождение мосарабского обряда при кардинале Хименесе

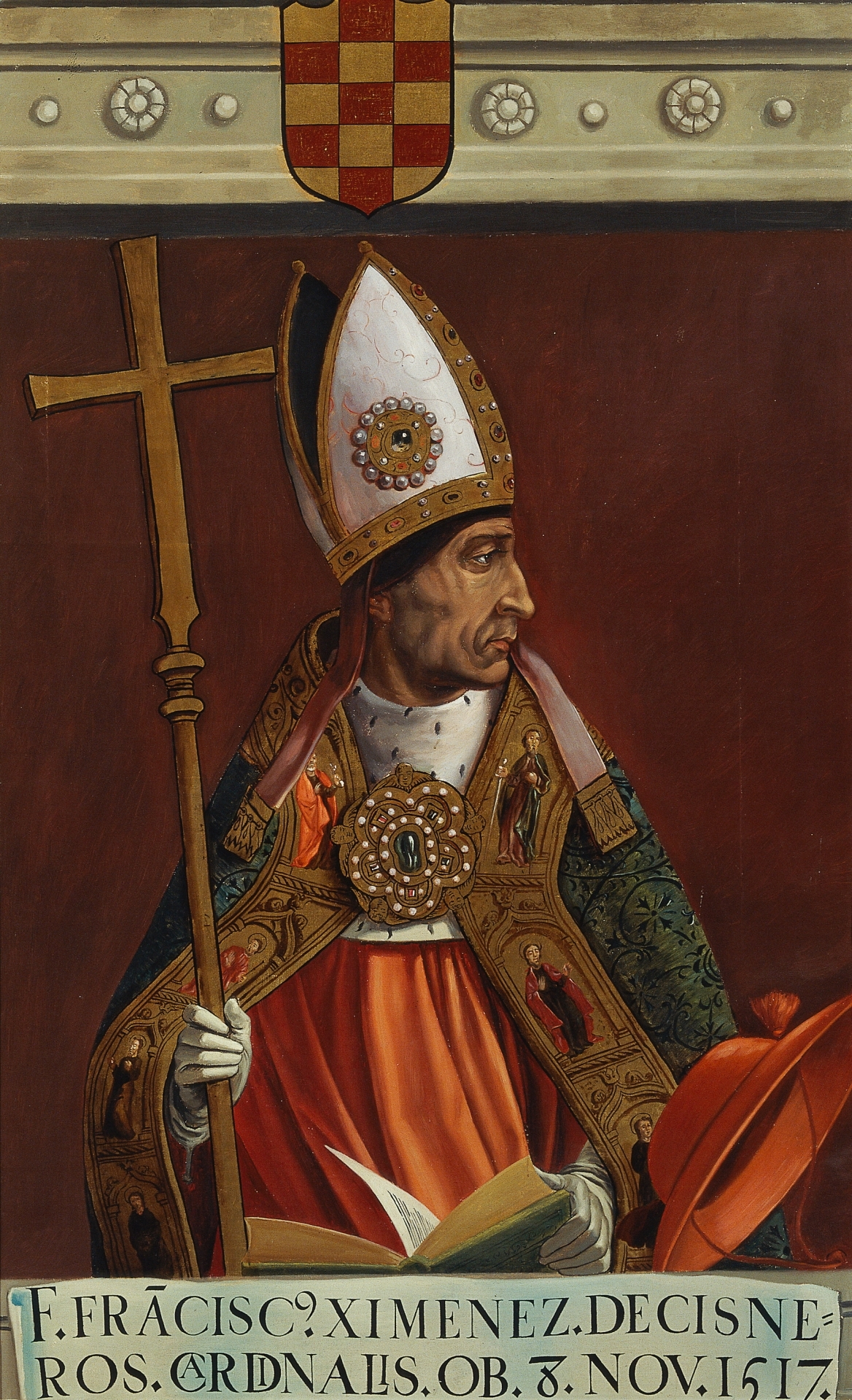
Кардинал Франсиско Хименес де Сиснерос

В 1500 году кардинал Хименес, архиепископ Толедо, с согласия королевы Изабеллы Кастильской, собрал в Толедо учёных, знавших готский язык, и поручил им провести ревизию сохранившихся мосарабских литургических книг, исправить замеченные неточности, не искажая подлинный текст, и перевести их содержание на латынь. В 1500 году Хименес издал мосарабский миссал (Missale mixtum secundum regulam Beati Isidori, dictum Mozarabes), а в 1502 году — бревиарий. В капелле Тела Христова кафедрального собора Толедо Хименес учредил коллегию из 13 священников для ежедневного совершения богослужений по изданным мосарабским книгам. Вслед за этим Хименес добился от папы Юлия II разрешения на использование мосарабского обряда. В 1517 году Родриго де Талавера основал капеллу Сан-Сальвадор (иначе называется капелла Талавера) в соборе Саламанки и также учредил там мосарабское богослужение. В 1567 году мосарабский обряд был возрождён в церкви Марии Магдалины в Вальядолиде.
В 1553 году папа Юлий III урегулировал вопрос о смешанных браках католиков римского и мосарабского обрядов. Дети, рождённые в таких браках, должны были наследовать обряд отца, а жёны — переходить в обряд мужа. Исключение было сделано для единственных дочерей и наследниц мосарабских фамилий: они имели право сохранять свой обряд и воспитывать в нём своих детей.
В результате деятельности Хименеса мосарабский обряд получил второе рождение и законное место в испанской Католической церкви. Компиляторы Хименеса не внесли в подлинные сохранившиеся тексты значимых изменений, так что мосарабский обряд (в отличие от амвросианского или брагского, продолжавших подвергаться давлению римского обряда в последующие века) был реконструирован в виде, максимально приближенном к тому, каким он был при Исидоре Севильском.

### Реформы XX века
Ещё одну реформу обряд претерпел в середине XX века — он был реформирован по тем же принципам, что и римский. Иоанн Павел II разрешил использование мосарабского обряда по всей Испании, предоставив окончательное решение по этому вопросу местной конференции епископов. В 1992 году первый том нового мосарабского миссала был представлен Иоанну Павлу II и одобрен последним; 28 мая того же года, в праздник Вознесения Христова, папа впервые в истории совершил в Риме мосарабскую мессу.
Ныне мосарабский обряд регулярно используется в епархии Толедо, периодически в городе Саламанка и других городах Испании.

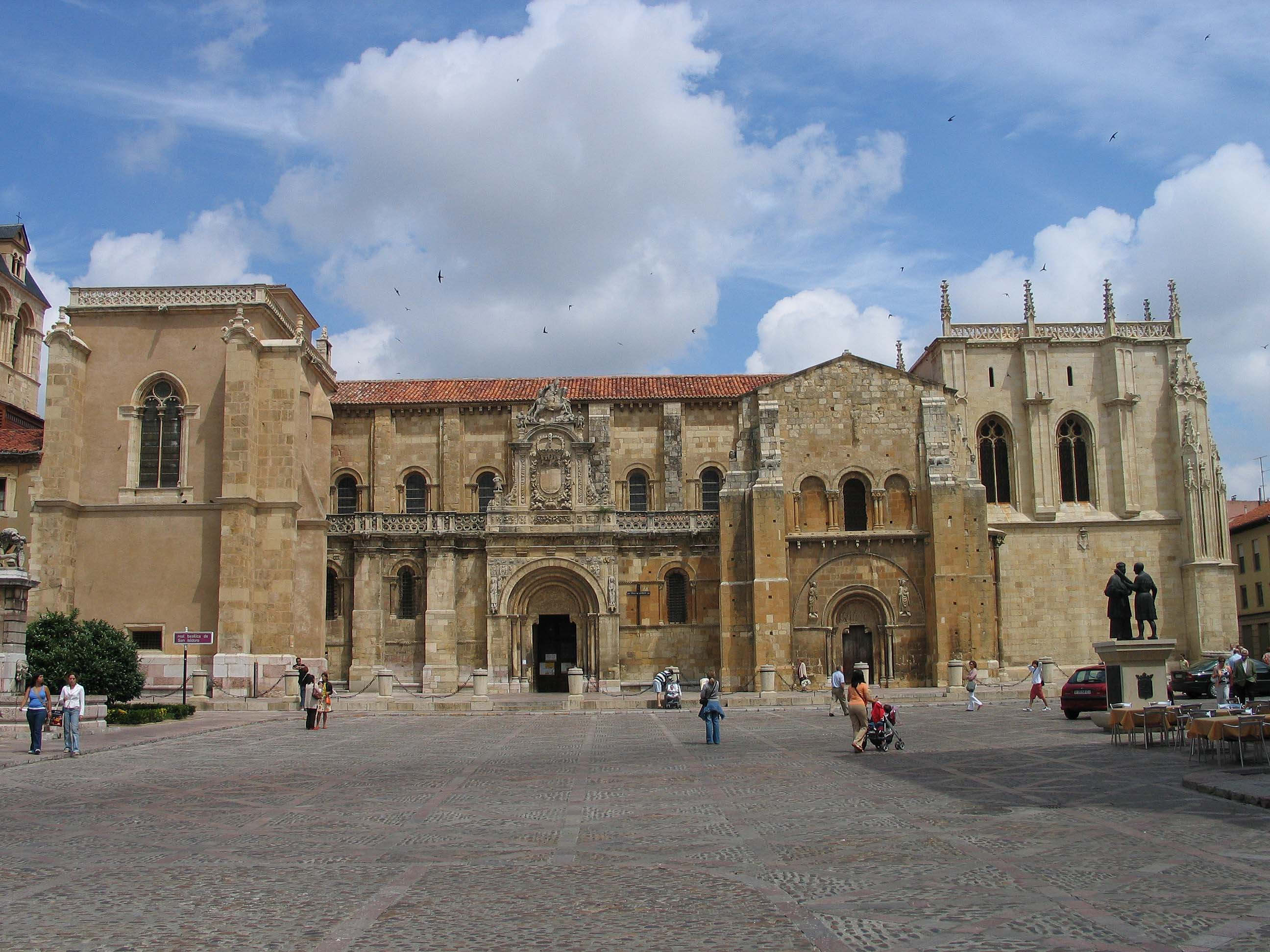
Базилика Сан-Исидоро (Леон) — одна из немногих церквей, в которой сохранился мосарабский обряд после реформ Альфонса VI
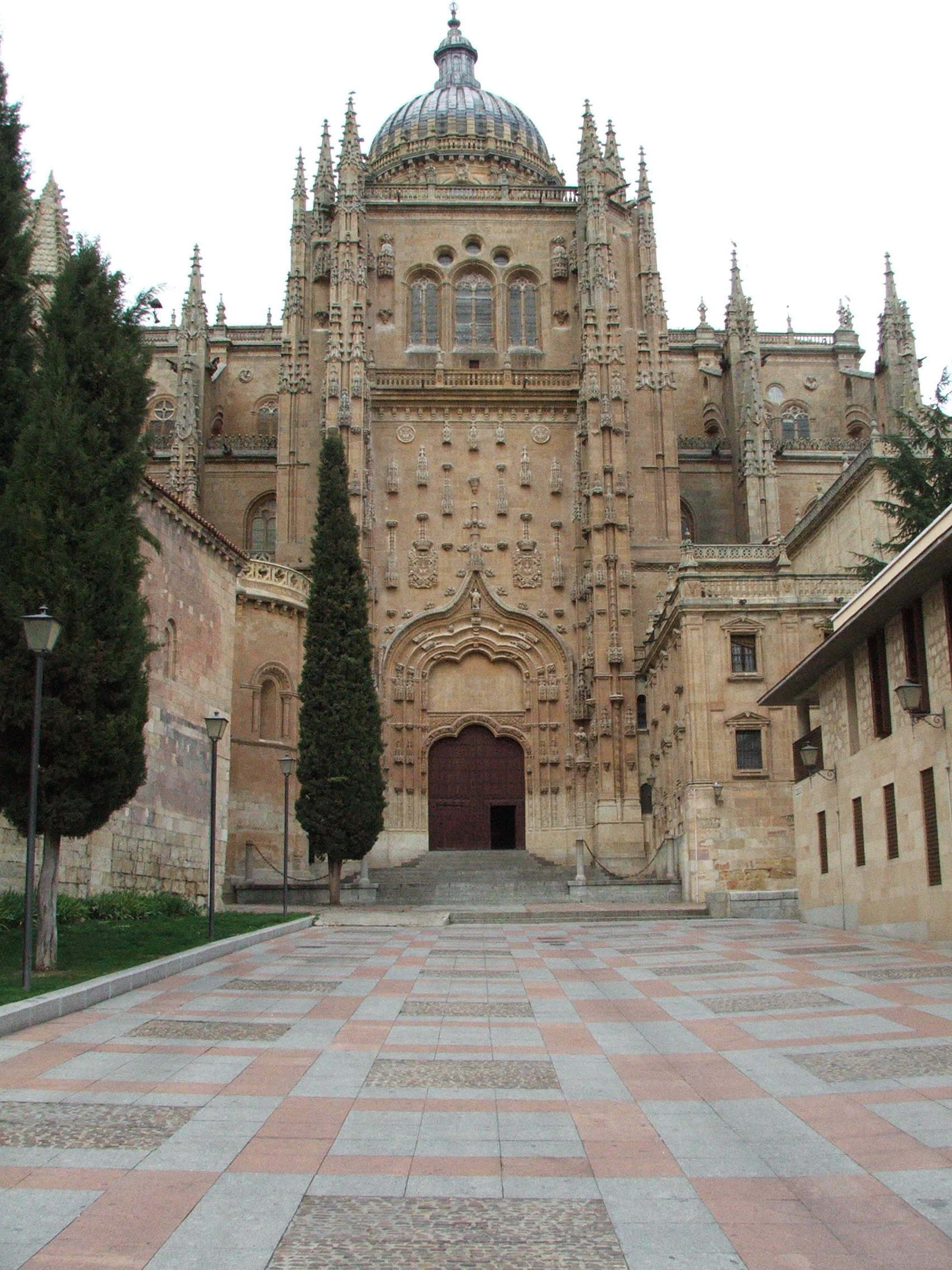
Старый собор Саламанки, в котором находится капелла Талавера — ещё один центр мосарабского обряда
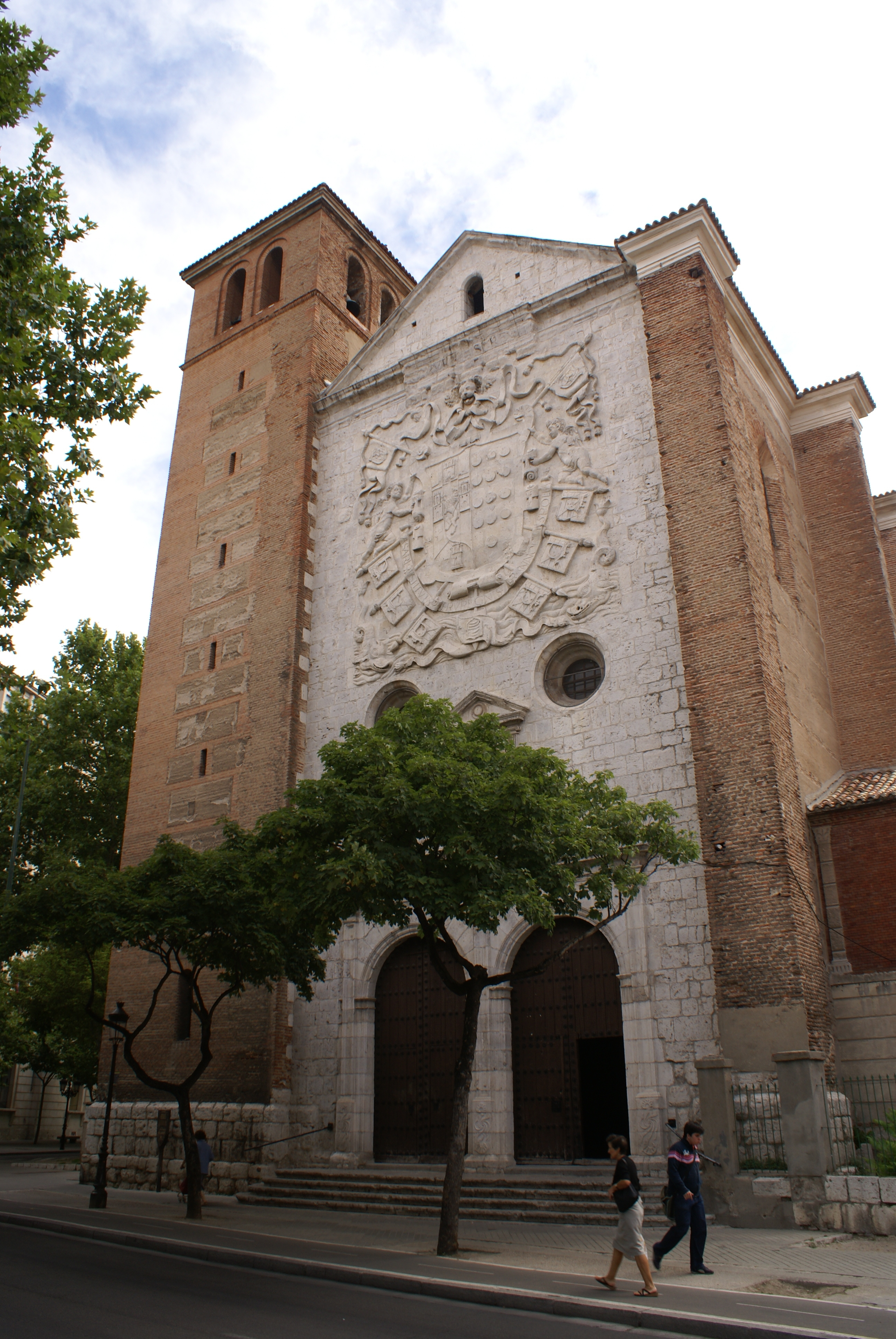
Церковь Санта-Мария-Магдалена в Вальядолиде — здесь также исторически совершалось мосарабское богослужение

## Особенности
В обряде присутствуют многие черты синагогального еврейского богослужения, очевидно влияние римского обряда, по многим аспектам мосарабский обряд перекликается с исчезнувшим галликанским. Церковное пение мосарабского обряда называют «мосарабским пением».
Чин мессы значительно отличается от римского, а в ряде случае не имеет параллелей ни в одном из ныне известных литургических обрядов. Среди особенностей можно выделить следующие:
- Предварительные молитвы и Confiteor отличаются от принятых в римском обряде.
- На литургии всегда совершались три чтения, в том числе одно — из Ветхого завета[18][19] (в римский обряд ветхозаветное чтение вошло только после реформ Павла VI)
- Аллилуиарий (Laudes) поётся после, а не до евангельского чтения[20][21][22].
- Сложная структура приветствия мира, имеющая параллели лишь в исчезнувшем галликанском обряде[23][24].
- Литургия содержит значительное число переменных молитв (в том числе девять из упоминаемых св. Исидором Севильским в его сочинении De ecclesiasticis officiis[25]), в составе анафоры изменяемыми являются три молитвы[26] (в римском — одна[27], в византийском[28] и других восточных обрядах[29] — ни одной).
- Анафора имеет структуру: Вступительный диалог — Префация — Санктус и пост-санктус — [Первая эпиклеза (интерполяция)] — Установление и Анамнесис — Вторая эпиклеза — Доксология[30][31]
- В составе Анафоры нет Интерцессии, которая выделена в отдельную часть и совершается в начале Евхаристической литургии после Оффертория перед Целованием мира[32][33].
- Символ веры читается после анафоры[34], а не перед ней (как в византийском, западно- и восточно-сирийском обрядах) или после чтений (как в римском обряде). Текст символа веры имеет отличия[35][36][37].
- Литургический текст содержит ряд непереведённых греческих выражений.
- Евхаристический хлеб преломляется на девять (или на семь) частей, которые выкладываются на патене в виде креста[38][39][40][41].

Также существуют отличия от латинского обряда в Литургии Часов.

## Структура мессы мосарабского обряда

### Предварительные обряды[42][43]
Предварительные обряды в том виде, в котором они описаны ниже, появились в период позднего средневековья и возникли под влиянием римского обряда. Они описаны в специальной главе «Quando preparatus…» в печатном мосарабском миссале 1500 г. В литургических рукописях испано-мосарабского обряда можно найти только одну молитву-апологию, которой священник должен предварять мессу.
- Антифон (Лк. 15:17-19) — парафраз притчи о блудном сыне: «Отче, я согрешил против неба и пред Тобою; прими меня в число наёмников Твоих. Сколько наёмников в доме Отца моего избыточествуют хлебом, а я умираю от голода; встану и пойду к Отцу моему и скажу Ему: прими меня в число наёмников Твоих»
- Kyrie eleison, Отче наш
- Антифон: Пс. 18:13-14, Пс. 101:2
- «Боже, соделывающий достойных из недостойных, праведных из грешных и чистых из нечистых, очисти сердце моё и тело моё от всякой нечистоты и помышления греховного. Сделай меня достойным и благопотребным служителем перед святыми алтарями Твоими. Сподоби меня на этом алтаре, к которому я, недостойный, дерзаю приступить, принести благоприятные Тебе жертвы за грехи, и преступления, и бесчисленные ежедневные мои прегрешения, и за грехи всех живых, и умерших верных, и тех, которые препоручили себя моим молитвам…»
- Ave Maria. Во имя Господа нашего Иисуса Христа.Аминь. Благодать Святого Духа да будет с вами.
- Антифон (попеременно читается священником и народом): Пс. 42, Слава и ныне, Пс. 42:4, «Сподоби, Господи, в этот день без греха сохранитися нам», Пс. 117:1
- Confiteor
- Антифон (попеременно читается священником и народом): Пс. 84:7-8, Пс. 117:1
- Молитва: «Отними о нас, молимся, Господи, все неправды наши и дух гордости и высокомерия, которому Ты противишься, и исполни нас духа страха, и даруй нам сердце сокрушённое и смиренное, которого Ты не презираешь, чтобы нам сподобиться с чистыми душами войти во святая святых…»
- Молитвы у алтаря

### Литургия Слова[45][46][47][48]
- Alleluiaticum или Antiphona ad prelegendum (в печатных книгах — Officium) — входной антифон, аналогичный римскому интроиту.
- Гимн Gloria (то есть «Gloria in excelsis Deo», Великое славословие — рус. «Слава в вышних Богу»). Исполняется в праздники и воскресные дни в течение всего года, за исключением времени Адвента и св. Четыредесятницы.
- Молитва после гимна Gloria. Первая изменяемая молитва, обязательный элемент в печатном миссале, в рукописях имеется не для каждого богослужения. После ответа «Аминь» священник говорит неизменяемый возглас: «Милосердием Твоим, Боже наш, благословенный, и живущий, и всем управляющий во веки веков». Народ: «Аминь» (специфическое для мосарабского обряда благословение народа неоднократно повторяется по ходу литургии — см. ниже).

Эти начальные элементы не являются обязательными и не всегда присутствуют на евхаристическом богослужении. В частности, в течение Четыредесятницы и во время однодневных постов, а также в некоторые особые дни в традиции Б они опускаются и Литургия слова начинается сразу с чтений. В традиции А в эти дни — особое начало.
- Первое чтение из Священного Писания (Ветхий Завет или Апокалипсис)
- В особые дни — Гимн трёх отроков[50].
- Psallendo (Psallendum в рукописных книгах) — пение литургического псалма. Исполняется один или более стихов из Псалтири с припевом (приблизительный аналог римского респонсориального псалма). Согласно рукописной традиции в праздники к пению псалма добавляется песнопение Clamor[50].
- В будние дни Четыредесятницы вместо Psallendo исполняется песнь покаянного характера, которая носит название Threnos (Tractus в печатном миссале). В воскресные дни Четыредесятницы исполняется Psallendo, после которого бывает особое великопостное моление (Preces) в форме респонсория[51].
- Второе чтение (Апостол)
- Третье чтение (Евангелие), перед которым бывает торжественная процессия
- В древности после Евангелия следовала Проповедь[52]
- Хвалебный антифон Laudes (буквально «хвалы», Lauda в печатном миссале) — пение «Аллилуия» с добавлением псалмических стихов, аналог аллилуиария, в отличие от большинства западных и восточных литургических обрядов поётся не до, а после евангельского чтения.

Во время Четыредесятницы пение «Аллилуия» отменяется (согласно с постановлениями IV Толедского собора) и песнопение Laudes состоит только из псалмических стихов, после которых следует возглашение: «Penitentes orate…» и совершается отпуст оглашенных.
- Praeparatio oblationem (Приготовление Даров, сравн. Офферторий) — окончательное приготовление хлеба и вина, в поздних литургических книгах имеет сложную структуру, включающую тайные молитвы священника, диалог с верными и каждение (имеет позднее происхождение[53]), песнь приношения Sacrificium, к которой может добавляться пение «Аллилуия» или многократное «Kyrie eleison»[53][54].

### Евхаристическая литургия[55][56][57][58]
- Oratio Missae — переменная молитва (первая молитва Исидора Севильского). Священник : «Милосердием Твоим, Боже наш, благословенный, и живущий, и все управляющий во веки веков». Народ: «Аминь»
- Священник: «Помолимся». Народ: «Hagios, Hagios, Hagios, Kyrie o Theos» (то есть «Свят, свят, свят еси, Господи Боже» — греческий текст, без перевода вошедший в мосарабскую литургию)
- Священник: «Воспомянем в молитвах святую Католическую церковь, чтобы милосердный Господь сподобил её возрастать в вере, и надежде, и любви. Воспомянем всех падших, пленных, больных и путешествующих, чтобы милосердный Господь сподобил призреть, освободить, исцелить и укрепить их». Народ: «Даруй, вечный, всемогущий Боже». Этой молитвой фактически уже начинается сложное мосарабское Ходатайство (Intercessio sollemnes).
- Alia oratio — переменная молитва о живых и усопших (вторая молитва Исидора Севильского). Воспоминание святых.
- Intercessio sollemnes — Ходатайство, которое в других обрядах обычно является частью Анафоры. Состоит из нескольких постоянных и одной переменной молитвы.
  - Diptycha: Nomina offerentium — три ходатайственных молитвы с поминовением священноначалия, перечислением апостолов и др. святых.
  - Oratio post nomina — переменная молитва «после произнесения имён» (третья молитва Исидора Севильского).
  - Завершение «Ибо Ты еси жизнь живущих, здравие немощных и упокоение всех отшедших верных в вечные веки веков. Аминь[59][60]»
- Приветствие мира также имеет сложную структуру, имеющую параллели лишь в исчезнувшем галликанском обряде:
  - Oratio ad pacem — переменная «молитва мира» (пятая молитва Исидора Севильского). Её неизменное окончание: «Ибо Ты еси истинный мир наш, и неразрывная любовь у живущих с Тобою, и царствуешь со Святым Духом, единый Бог во веки веков».
  - Благословение народа: «Благодать всемогущего Бога Отца, мир и любовь Господа нашего Иисуса Христа, и общение Святого Духа, да будет со всеми вами» (необычный парафраз последнего стиха Второго послания к коринфянам 2Кор. 13:13, служащего в литургиях византийского, и западно- и восточно-сирийского обрядов началом евхаристического канона; здесь это апостольское благословение предваряет целование мира и подчёркивает важность момента). «Предстоящие, подавайте мир»
  - Народ троекратно отвечает евангельской цитатой: «Мир оставляю вам, мир Мой даю Вам: не так, как мир даёт, Я даю вам (Ин. 14:27). Заповедь новую даю вам: да любите друг друга» (Ин. 13:34) (специфический только для мосарабского обряда возглас народа, не имеет параллелей в других известных обрядах)
  - Священник: «Давайте целование любви и мира, чтобы вам быть готовыми к принятию Святых Таин Божиих». Следует целование мира[24][59].
- Анафора
  - Dialogus, или вступительный диалог: Подойду я к жертвеннику Божию — К Богу, веселящему юность мою; Слух ко Господу — Имеем ко Господу; Горе сердца — Обращаем ко Господу; Богу и Господу нашему Иисусу Христу, Сыну Божию, сущему на небесах, воздадим достойные хвалы и достойные благодарения — Достойно и праведно есть.
  - Illatio — переменная, обычно довольно пространная молитва, соответствующая Префации (вместе с молитвой Post Sanctus и воспоминанием Тайной вечери это — пятая молитва Исидора Севильского)
  - Санктус с небольшими текстовыми отличиями. Согласно некоторым источникам к латинскому Санктусу добавляется воззвание на греч. яз.: «Hagios, Hagios, Hagios, Kyrie o Theos».
  - Post Sanctus (молитва после Санктуса) — переменная молитва различной длины.
  - Adesto, adesto Jesu — первая эпиклеза: «Буди, буди, Иисусе, благий Первосвященник, среди нас, как Ты был среди учеников Твоих, и освяти сие приношение, чтобы нам принять освящённое руками святого Ангела Твоего, святой Господи и Искупитель вечный». Данная молитва отсутствует во всех рукописных источниках, первый раз появляется в печатном Missale Mixtum 1500 г.[61]
  - Enarratio Institutionis — Установление и Анамнесис, вместе со вступительным диалогом, гимном Sanctus и завершительным возгласом Te praestante являются неизменными частями мосарабской анафоры. Включает в себя повествование о Тайной вечере с установительными словами и попеременным возношением хлеба и чаши, с последующей цитатой из Первого послания к коринфянам: «Всякий раз, когда вы едите хлеб сей и пьёте чашу сию, смерть Господню возвещаете, доколе Он придет.» (1Кор. 11:26). Текст установительных слов отличается от Римского обряда.[61]
  - Вторая эпиклеза: Oratio post Pridie — переменная молитва (шестая молитва Исидора Севильского), продолжающая анамнесис, но в ряде случаев схожая с византийской эпиклезой. Следует отметить, что прошение об освящении св. Даров может содержаться и в переменной молитве Post Sanctus.
  - Doxologia (заключительное славословие) — «По Твоему благоволению, святой Господи, так как Ты всё это весьма благое для нас, недостойных рабов Твоих, освящаешь, животворишь, благословляешь и доставляешь нам, да будет оно благословенно Тобой, Богом нашим, во веки веков».
  - Заключительное благословение народа[59][62].
- Народ поёт Символ веры (специфическая особенность мосарабского обряда: символ веры поётся не после чтений, как в римском обряде, и не перед анафорой, как в византийском, а после евхаристического канона; греческое слово Omoousion(«единосущный») оставлено без перевода)[63]. Текст символа веры значительно отличается от принятого на Востоке и Западе. Во время пения совершается преломление Тела Христова. Освящённый хлеб по одной из традиций преломляется на девять частей (по другой — на семь; это одно из главных литургических отличий толедской и кастильской традиций): в честь воспоминаемых событий из жизни Христа частицы называются «воплощение», «рождество», «обрезание», «богоявление», «страсти», «смерть», «воскресение», «слава» и «царство». Частицы выкладываются на патене крестом (первые пять по вертикали, последующие четыре по горизонтали)[40][59]
- Переменная молитва перед «Отче наш» (седьмая молитва Исидора Севильского)[64],
- Отче наш
- Соединение Тела и Крови Христовых: частица «царство» поднимается над чашей (священник трижды произносит при этом «Победил лев от колена Иудина, ветвь от корня Давидова», а народ также трижды отвечает «Сидящий на херувимах, ветвь от корня Давидова. Аллилуйя»), а затем погружается в чашу (римский «Agnus Dei» не поётся)[59][65].
- Три переменных и одно неизменное («Милосердием Твоим, Боже наш, благословенный, и живущий, и все управляющий во веки веков») благословения народа — характерная черта, роднящая мосарабский обряд с галликанским[59][66].
- Причастие духовенства и народа. Во время причащения поётся Communio (причастен) «Responsum ad accedentes» на слова псалма 33 (в обычное время), в Великий пост и пасхальную неделю причастен изменяется[59][67].
- Заключительные благословения и благодарения.

## Литургический год
Литургический год в мосарабском обряде, как и в римском и амвросианском, начинается в первое воскресенье Адвента. Подобно амвросианскому и исчезнувшему галликанскому, мосарабский Адвент насчитывает шесть воскресений, то есть на полных две недели больше римского и приближается по продолжительности к византийскому Рождественскому посту. Начало Адвента в мосарабском обряде приходится на первое воскресенье после дня святого Мартина (11 ноября).
Особенностью мосарабского обряда является дата праздника Благовещения — 18 декабря (определённое сходство с амвросианским обрядом, отмечающим Благовещение в шестое воскресение Адвента, то есть близко к указанной дате). Это число было установлено Десятым Толедским собором (656 год), так как традиционная для большинства литургических обрядов дата Благовещения (25 марта) выпадала на Великий пост или пасхальный период. Вторым названием этого праздника в мосарабском обряде является «Virginis de la O», связанное с неоднократным громким и продолжительным звуком «о», сопровождавшим пение гимнов праздничной вечерни. Это «о» выражало радость живущих на земле, пребывающих в аду умерших и ангелов на небесах о предстоящем Рождестве Христовом. Ещё одной нестандартной датой является праздник Усекновения главы Иоанна Предтечи, отмечаемый в мосарабском обряде 24 сентября. Под влиянием римского обряда миссал Хименеса (1500 год) содержит и привычные даты (25 марта и 29 августа) этих праздников, но бревиарий 1502 года сохранил традиционные мосарабские даты, так что мосарабский литургический год стал содержать два Благовещения и два Усекновения.
Богоявление (в мосарабском обряде носит, помимо стандартой Епифании, название Apparitio Domini) открывает цикл из девяти воскресений (они нумеруются, например: первое после Богоявления). Впрочем, этот цикл частично накладывается на Великий пост.
Великий пост в мосарабском обряде начинается, под влиянием римского обряда, в Пепельную среду, но последующее за этим днём воскресение, хоть и называется Dominica prima Quadragesima, ещё содержит на литургии и службах суточного круга пение «Аллилуйя». На вечерне этого воскресения поётся так называемая Alleluia Perenne — бесконечная Аллилуйя, указывающая, что только с этой вечерни в древности начинался пост.
Богослужения Страстной седмицы заимствованы, в основном, из римского обряда, но сохранились и ряд специфических особенностей. Так, в Пальмовое воскресение на литургии происходит Traditio Symboli (буквально, передача Символа веры) — огласительная беседа, ранее предшествовавшая крещению катехуменов. В Великую пятницу на девятом часе совершается покаянный чин, сопровождающийся неоднократными народными возгласами «Indulgentia!», напоминающий о древнем чине примирения кающихся с Церковью. На пасхальной литургии вместо римского Exultet поётся особый гимн.
Мосарабский литургический год содержит, помимо Адвента и Великого поста, четыре дополнительных поста: три дня перед Богоявлением (6 января), четыре — перед Пятидесятницей, по три — перед днями святого Киприана (13 сентября) и святого Мартина (11 ноября), причём все четыре сложились ещё до времени Исидора Севильского.

## Литургия часов
Службы канонических часов в мосарабском обряде делятся на Ordo cathedralis (Церковный обряд) и Ordo monasticus (Монастырский обряд). Ordo cathedralis соответствует большим часам римского обряда и состоит из утрени (Officium matutinum) и вечерни (Officium vespertinum). Ordo monasticus включает в себя дневной час (третий, шестой и девятый) и повечерие. Названия Ordo cathedralis и Ordo monasticus связаны с тем, что утреня и вечерня исторически в мосарабском обряде служились во всех церквях, а малые часы только в монастырях.
Кроме того, мосарабский обряд существует в двух традициях, условно называемых кастильская (традиция A) и толедская (традиция B), и отличия между традициями мало касаются литургии, а проявляются, в основном, в последованиях литургии часов.

### Утреня (Officium matutinum)
Характерная особенность утрени — наличие трёх различных чинопоследований для будних, воскресных и праздничных дней.
- Будние дни (Matutinum ferial)
  - Псалом 3
  - Мисса, особое для мосарабского обряда последование, состоящее из трёх псалмов, перемежаемых антифонами и молитвами
  - Респонсорий
  - Псалом 50
  - Стих из пророков (толедская традиция)
  - Псалом утрени
  - Благодарственный псалом и антифон
  - Чтение
  - Гимн
  - Песнопение утрени (Versus)
  - Дополнительная литания (толедская традиция)
  - Заключительная молитва
  - Отче наш
  - Молитвенное воззвание или благословение[69]
- Воскресенья (Matutinum dominical)
  - Гимн Aeterne rerum conditor и антифон
  - Псалом 3 и антифон
  - Псалом 50 и антифон
  - Псалом 56 и антифон
  - Молитвенные воззвания из псалмов 3,50 и 56
  - Мисса (кастильская традиция)
  - Чтение
  - Респонсорий
  - Стих из пророков с антифоном и молитвой
  - Благословение
  - Песнопение (Sono)
  - Благодарственный псалом и антифон
  - Чтение из Писания
  - Te Deum
  - Песнопение утрени (Versus) (кастильская традиция) или дополнительная литания (толедская традиция)
  - Заключительная молитва
  - Молитвенное воззвание
  - Psallendum (соответствует римскому градуалу).
  - Молитва[69]
- Праздники (Matutinum festivo)
  - Псалом 3 и антифон
  - Мисса (кастильская традиция)
  - Чтение из житий
  - Респонсорий
  - Молитва
  - Псалом 50 и антифон
  - Стих из пророков с антифоном и молитвой (толедская традиция)
  - Благословение
  - Песнопение (Sono)
  - Благодарственный псалом и антифон
  - Чтение из Писания
  - Гимн
  - Песнопение утрени (Versus) (кастильская традиция) или дополнительная литания (толедская традиция)
  - Заключительная молитва
  - Молитвенное воззвание или благословение
  - Psallendum
  - Молитва[69]

### Вечерня (Officium vespertinum)
Вечерня в мосарабском обряде сохранила древний обычай возжигания светильника в начале богослужения. В Древней Церкви в большинстве богослужебных обрядов вечерня всегда начиналась с внесения светильника в церковь или его возжигания. Обычай этот восходит к ветхозаветному вечернему зажжению светильника в скинии собрания.
- Обряд света
  - Зажжение светильника диаконом
  - Песнопение вечерни
  - Молитва (толедская традиция)
  - Песнопение (Sono)
- Псалмодия
  - Псалом с антифоном
  - Аллилуйя
  - Гимн
  - Песнопение вечерни (Versus) (кастильская традиция)
- Заключительные обряды
  - Дополнительная литания и Kyrie eleison
  - Заключительная молитва
  - Стих из пророков с антифоном и молитвой (толедская традиция)
  - Отче наш
  - Молитвенное воззвание (толедская традиция)
  - Благословение
- Процессия
  - Psallendum
  - Молитва[69]

### Ordo monasticus
Структура суточного богослужебного круга в мосарабских монастырях была следующей:
- Вечерня (Ad vesperum). После захода солнца.
- Повечерие (Ad nocturnos). В полночь.
- Утреня (Ad matutinum). На рассвете.
- Третий час. (Ad tertiam). 9 часов утра
- Шестой час. (Ad sextam). Полдень.
- Девятый час. (Ad nonam). 3 часа дня[69].

Три службы дневного часа и повечерие объединяются под названием Ordo monasticus, так как совершались только в монастырях.
- Дневной час
  - Кастильская традиция
    - Респонсорий
    - Три псалма с антифонами.
    - Песнопение часов (Preces)
    - Чтение
    - Гимн
    - Заключительная молитва
    - Отче наш

  - Толедская традиция
    - Чтение
    - Три псалма с антифонами.
    - Респонсорий
    - Аллилуйя
    - Песнопение часов (Preces)
    - Гимн
    - Заключительная молитва
    - Отче наш[69]
- Повечерие (Ad nocturnos)
  - Три псалма с единым антифоном.
  - Три миссы с респонсорием.
  - Чтение из Ветхого Завета
  - Чтение из Нового Завета
  - Аллилуйя
  - Гимн
  - Песнопение повечерия (Clamores)
  - Suplicatio. Песнопение в форме респонсория покаянного характера.
  - Заключительная молитва
  - Отче наш
  - Благословение
  - Miserationes. Песнопение в форме респонсория
  - Молитва[69]